# 应永外寇
应永外寇指的是1419年（己亥年，日本應永26年）朝鮮水軍進攻日本對馬島的事件。「应永外寇」日本方面對此戰事的稱呼，朝鮮則稱之為己亥東征、己亥征倭役或者第三次對馬島征伐（제3차 대마도 정벌）。

## 背景
自高丽王朝末期开始，朝鲜沿岸地区经常受到来自日本的倭寇的袭击。朝鲜多次要求室町幕府在九州的官员九州探題澀川滿賴镇压倭寇的活动，并以允许对马岛事实上的统治者宗貞茂（朝鮮方面史料稱之為「宗貞芽」）的商人和朝鲜贸易作为交换。
1418年，宗貞茂去世，其子宗貞盛（朝鮮方面史料稱之為「都都熊瓦」）继位，但权力被当地豪族早田左衛門大郎掌控。當時對馬島糧食歉收，為了解決生計問題，對馬島的倭寇在1419年（日本應永二十六年）抢掠中国明朝，在途经朝鲜时顺带袭击了朝鲜八道的忠清道庇仁（今南韓忠清南道舒川郡）和黃海道海州（今北韓黃海南道海州市）一帶海岸。
这个消息传到朝鲜宫廷之后群臣震动，纷纷要求出兵攻打对马岛。当时的朝鲜的世宗大王不倾向于出兵，已经逊位但仍在军队中有影响力的太上王太宗大王力主出征对马。
陰曆4月，太上王下旨，命令以長川君李從茂將軍為三軍都體察使，領議政柳廷顯為三軍都節制使，禹博、李叔畝、黃象為中軍節制使，柳濕為左軍都節制使，朴礎、朴實為左軍節制使，李之實為右軍都節制使，金乙、李順蒙為右軍節制使，召集慶尚道、全羅道、忠清道三道的兵船227艘、士兵一萬七千名，準備趁對馬島倭寇主力正在騷擾明朝之機進攻對馬島，以剿滅倭寇的巢穴。

## 经过
6月17日，李從茂率領一萬七千兵乘227艘战船在巨濟島放炮出發，但遭遇逆風返回巨濟島。19日再次出發，次日在對馬島浅茅湾尾崎浦（即《朝鮮王朝實錄》所記載的「豆知浦」）登陆。倭寇除五十余人拒战外，其余都丢弃物资逃跑。李從茂先派之前捉获的倭寇俘虏劝宗貞盛降。在被拒绝之后派出先遣队出发，沿途烧毁1939戶岛民的房屋，掠夺船只、烧毁庄稼，找到了131名被倭寇抢来的中国人，杀死倭寇114名，活捉21名。
李從茂共找到129艘船，烧掉了109艘，留下了最好的20艘。朝鮮入侵一事傳入室町幕府將軍足利義持耳中，當時風傳明朝隨後也要入侵日本，這使義持非常緊張，命令九州島的守護大名派兵前往對馬島，支援宗氏。
6月25日，太上王李芳遠派前都節制使權蔓、同知摠制李蕆為慶尚海道助戰節制使，同知摠制朴礎為全羅海道助戰節制使，工曹判書李之實為忠清海道助戰節制使，各率兵船，分泊要害之地。朝鮮軍又燒毀70餘戶房屋，焚毀船隻15艘，殺死倭寇9人，救出被俘虜的15名中國人和8名朝鮮人。
26日，朝鮮水軍在仁位郡（《實錄》作「尼老郡」）登陸，遭遇了埋伏。他们本来以为对方是倭寇，后来发现是正规日军，损兵一百多人。李從茂率中軍停留船上，沒有登陸；而左軍節制使朴實麾下的褊將朴弘信、朴茂陽、金該、金熹等戰死。右軍節制使李順蒙、兵馬使金孝誠力戰擊退日軍，救出朴實。此役被当地人称作“糠岳之战”。此後朝鮮軍退往尾崎浦，戰局陷入膠著狀態。29日，朝鮮主動求和，朝鲜军队于7月3日退回巨濟島。

## 后续
9月29日，宗氏向朝鲜投降。之后宗氏和朝鲜达成协定：宗氏的商人可以在薺浦（乃而浦）、釜山浦、鹽浦這三个指定的地点和朝鲜贸易，同时宗氏要控制和制止倭寇对朝鲜的袭击。1422年，對馬向朝鲜进贡黄铜和硫磺，换回日本战俘。1443年双方签订癸亥條約，朝鲜给予宗氏贸易垄断，宗氏则要向朝鲜进贡。在此後的日朝贸易中，朝鲜输出大米、漆器、大麻和儒家典籍，對馬则出口自产和来自日本的铜、锡、硫磺和草药。
朝鮮軍隊在對馬島救出了不少被俘虜的中國人和朝鮮人，但事實上朝鮮軍隊的傷亡也很大。如在《朝鮮王朝實錄》的世宗實錄中就提到了由於被救出的中國人看到了朝鮮軍隊戰鬥力較差，因而左議政朴訔建議不要將這些中國人送還明朝。但太上王李芳遠聽從了右議政李原的意見，仍將這些中國人遣返回國。事後朴實因戰敗被投入監獄，李從茂因其對國民的影響力而被免於追究罪責。
此戰之後，朝鮮和對馬島恢復和平，双方的长期贸易互利互惠，除了在1510年對馬商人在朝鲜暴动以至1512年朝鲜对對馬加强限制之外，双方一直和平相处。

## 日本方面的说法
1419年六月，朝鲜即将入侵日本的传言使得日本国内人心惶惶，令人想起“元寇”。八月初七对马宗氏向室町幕府报告击退朝鲜军队。然而被俘的朝鲜士兵说中国即将入侵日本，使得幕府将军足利义持十分紧张。
七月十五，宗貞盛收到朝鲜方面的通牒，声称对马岛属于朝鲜，要求他离开：或者回到日本，或者迁到朝鲜。九月，一个人自称是宗氏的特使到了汉城。十月，太宗对他重复了对对马的领土要求。次年闰一月十日，该特使口头上同意对马岛归朝鲜庆尚道管辖，二十三日朝鲜朝廷批准这个协定。但后来发现此人并非对马岛的特使（偽使）。
1419年底，由於倭寇再次騷擾朝鮮黃海道沿岸，九州探題澀川義俊、少貳滿貞派遣特使到汉城瞭解情況。次年初朝鲜特使宋希璟出使日本，拜見了將軍足利義持。由于他了解了宗氏是日本幕府的藩属，于是表示朝鲜对对马没有领土要求，并且朝鲜沒有被明朝派遣攻打日本。双方和解，但态度仍然敌对。对马和朝鲜互派使团，但一直没有达成和约。直到1423年强硬的太宗去世，和平路线的世宗终于和对马达成通商、剿寇协议。

## 腳註
1. ↑  朝鲜王朝实录 世宗 5卷, 1年(1419 己亥 / 永樂 17年) 8月 5日(丁丑)
2. ↑  朝鲜王朝实录 世宗 4卷, 1年(1419 己亥 / 永樂 17年) 6月 20日癸巳
3. ↑  朝鲜王朝实录 世宗 4卷, 1年(1419 己亥 / 永樂 17年) 7月 10日(癸丑)
4. ↑  .   [2011-05-29]. （原始内容存档于2018-10-04）.
5. ↑  .   [2011-05-29]. （原始内容存档于2014-01-10）.
6. ↑  .   [2011-05-29]. （原始内容存档于2013-10-04）.
7. ↑  .   [2011-05-29]. （原始内容存档于2013-09-26）.
8. ↑  .   [2011-05-29]. （原始内容存档于2013-09-26）.